# Bartolomé Vázquez
Bartolomé Vázquez (Cordoue, 1749 — Madrid, 1802) est un graveur espagnol des Lumières.

## Biographie

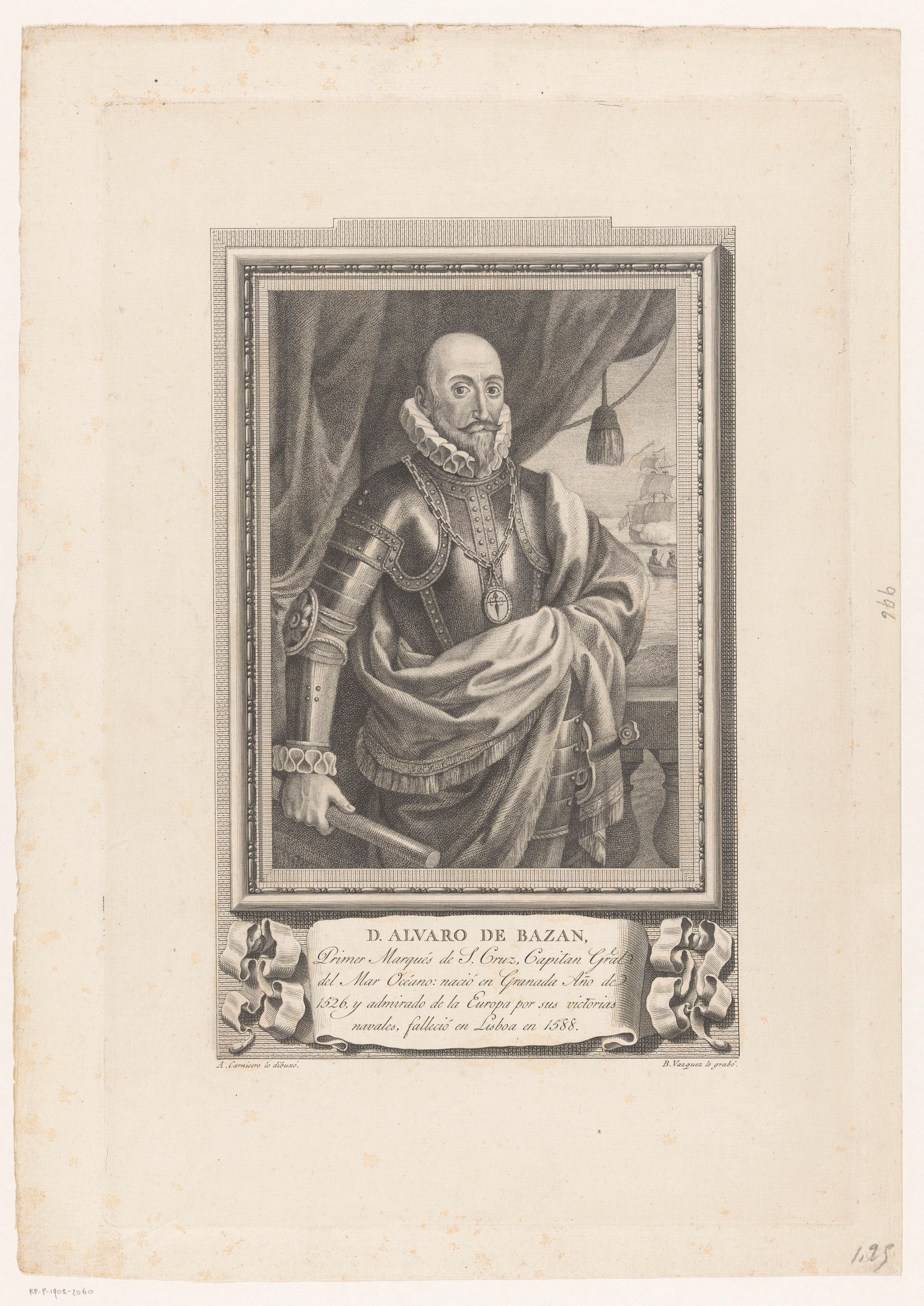
Retrato de Álvaro de Bazán (n. d., Rijksmuseum).

Bartolomé Vázquez naît à Cordoue en 1749.
Formé comme orfèvre, il part s'installer à Madrid, où il se lance dans la gravure. À partir de 1782, il applique ses connaissances de l'orfèvrerie et du comportement des acides à l'introduction et à la diffusion de la gravure au pointillé ou « style de Bartolozzi », une technique particulièrement adaptée à la gravure de reproduction d'œuvres d'art en raison de sa plasticité, bien que, comme il l'affirme, il n'ait eu l'occasion de l'étudier qu'à travers l'analyse d'une estampe, qui pourrait être le portrait du général George Augustus Eliott, gouverneur de Gibraltar, qui porte en bas l'inscription « Bart. Vazqz l'a copié pour un autre que Bartolozzi a gravé à Londres ». Protégé par le comte de Floridablanca, il a été admis comme membre de l'Académie royale des beaux-arts de San Fernando en 1785.
Malgré l'opposition initiale de Manuel Salvador Carmona, qui ne l'inclut pas parmi les graveurs « les plus méritants » à qui confier le projet, il collabore à la série des Retratos de los españoles ilustres (Portraits des Espagnols illustres), l'entreprise la plus ambitieuse de la Chalcographie royale, dont les travaux sont réalisés entre 1788 et 1819. Grâce à sa technique du pointillé — à laquelle il initie ses fils José et Antonio (es) ainsi que Juan Barcelón y Abellán —, il se voit confier en particulier les portraits des militaires. Finalement, il produit ceux d'Antonio de Leiva, d'après un tableau que l'on croit être de Léonard de Vinci ; celui du Gran Capitán Gonzalve de Cordoue et celui du Grand Duc d'Albe, Ferdinand Alvare de Tolède, d'après des dessins de José Ximeno (es) ; le portrait de Garcilaso de la Vega d'après un dessin de José Maea (es) ; ceux de Sancho Dávila, Diego Mexía, marquis de Leganés et Álvaro de Bazán, d'après des dessins d'Antonio Carnicero et celui d'Álvaro Navia, marquis de Santa Cruz de Marcenado, d'après un dessin de Manuel de la Cruz Vázquez (es), tous entre 1790 et 1792,.

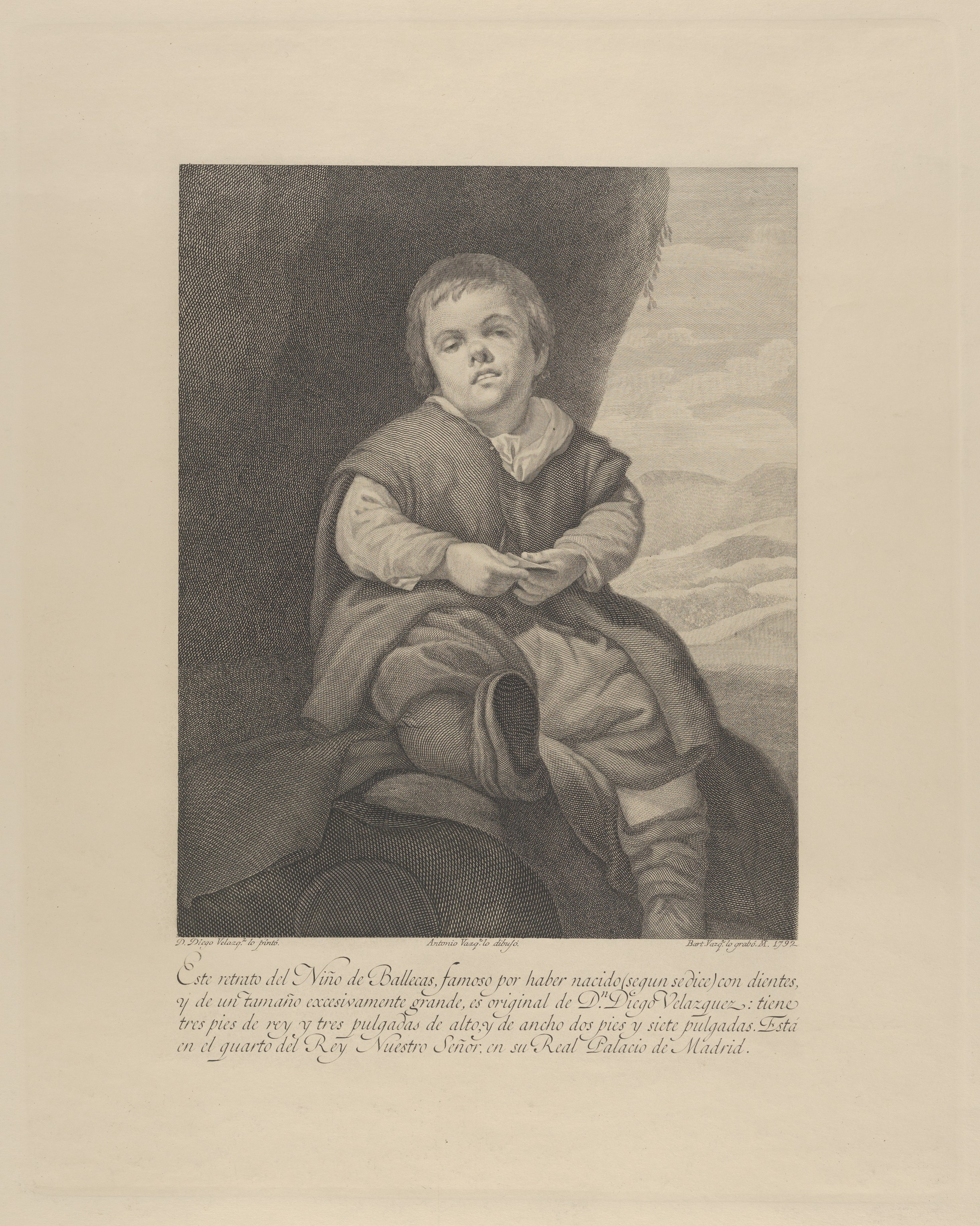
L'estampe El Niño de Vallecas (1792, Metropolitan Museum of Art) d'après L'Enfant de Vallecas de Diego Velázquez.

Mandaté par la Compañía para el grabado de los cuadros de los Reales Palacios (Compagnie de gravure des tableaux des palais royaux, créée en 1789), Vázquez grave en 1791 L'Enfant de Vallecas de Diego Velázquez, d'après un dessin d'Antonio Vázquez, la Santa Margarita de Cortona ou La pastorcita de Francisco de Zurbarán, d'après un dessin de León Bueno (1794) et le Retrato de mujer sentada d'Antonio Moro d'après un dessin de Manuel de la Cruz, en utilisant la technique de la gravure par points pour ces deux derniers
Bartolomé Vázquez collabore aussi à l'illustration d'ouvrage : il participe aux éditions d'Antonio de Sancha des Nouvelles exemplaires (1783) et du Voyage au Parnasse (1784) de Miguel de Cervantes et au Don Quichotte de l'Imprimerie royale en 1797. Il fournit la page de titre en taille-douce de l’Historia coro-graphica natural y evangélica de la Nueva Andalucía, provincias de Cumaná, Guayana y vertientes del Río Orinoco d'Antonio Caulin, 1779, et il est responsable des vingt et une gravures qui illustrent l'ouvrage de Juan Pedro Arnal, Discurso sobre el origen y principio de los mosaicos y sus varias materias, contraído a los que nuevamente se descubrieron en las excavaciones de la villa de Rielves de orden de S.M. (Madrid, 1788). Il est également connu pour des estampes dévotionnelles individuelles (en 1784, un Ecce Homo basé sur un dessin d'Anton Raphael Mengs et une Madre Dolorosa dessinée par Ramón Bayeu sont mis en vente), des estampes architecturales (Mausoleo del coronel Antonio Pineda, Triunfo de san Rafael junto al río Guadalquivir (Mausolée du colonel Antonio Pineda, Triomphe de saint Raphaël au bord du fleuve Guadalquivir) et des portraits, dont ceux du général Eliott, le portrait de Bernardo de Gálvez (1782) et le double portrait ovale à l'encre sépia de Charles IV et Marie-Louise de Bourbon-Parme, commémorant leur proclamation comme rois d'Espagne, gravé d'après son propre dessin.
Bartolomé Vázquez meurt à Madrid en 1802.